# Bath, Jamaica
Bath är en ort i Jamaica.   Den ligger i parishen Parish of Saint Thomas, i den östra delen av landet, 50 km öster om huvudstaden Kingston. Bath ligger 57 meter över havet och antalet invånare är 2 382. Den ligger på ön Jamaica.
Terrängen runt Bath är varierad.  Närmaste större samhälle är Morant Bay, 9,8 km sydväst om Bath. 